# Фенікс (футзальний клуб)

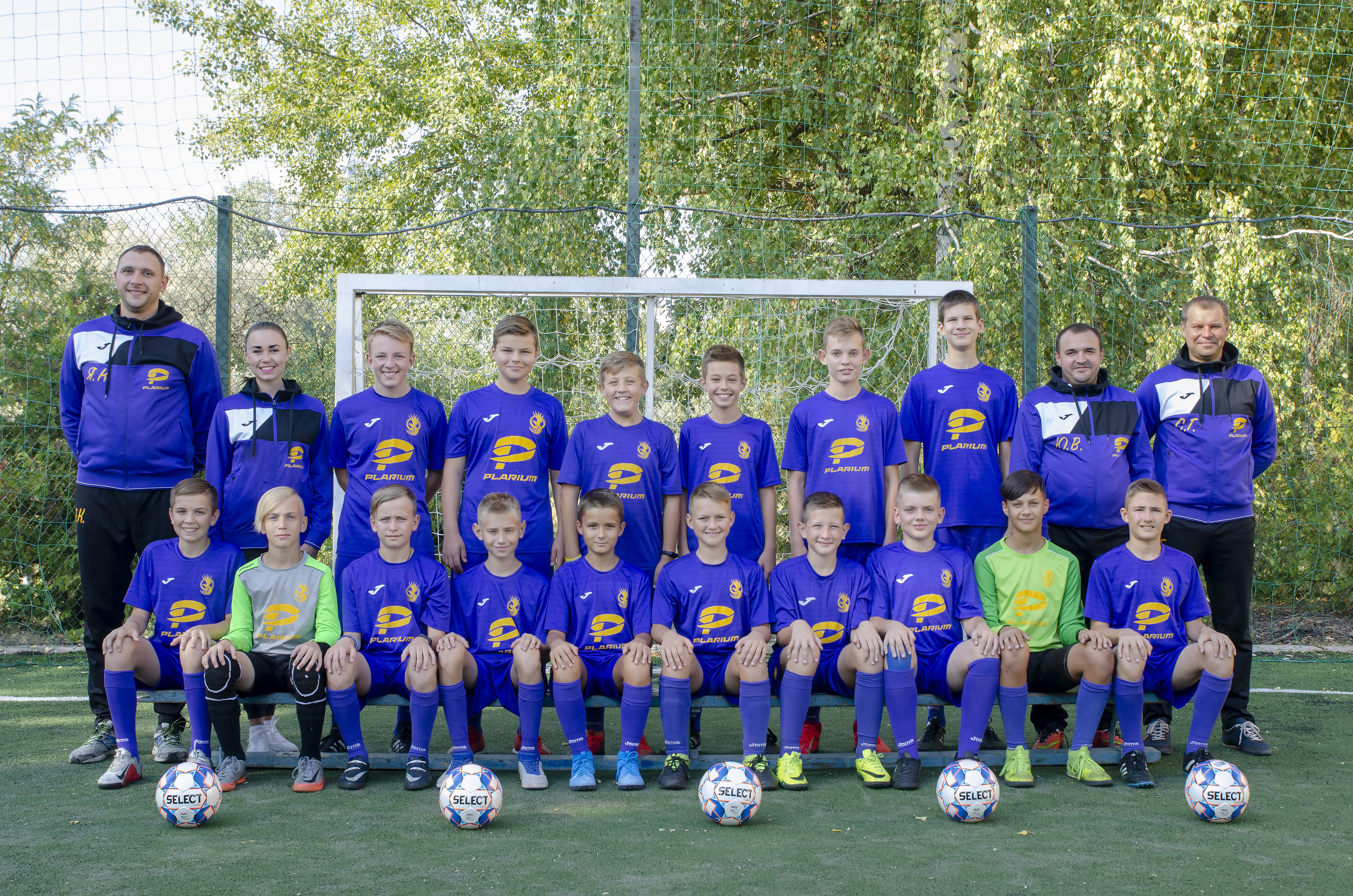
ФК «Фенікс», 2019

«Фенікс» — український дитячий футзальний клуб із Харкова, заснований 2015 року. Команду було створено як експериментальний проєкт для дітей, що вважалися неперспективними й не потрапляли до основного складу команд у своїх спортивних школах. 2019 року «Фенікс» потрапив до фінальної частини Чемпіонату України з футзалу, де посів четверте місце, чим привернув до себе увагу національної спортивної спільноти. У 2020 році «Фенікс» став володарем Кубка України серед дітей віком до 14 років.

## Створення команди
Експериментальний проєкт «Фенікс» був створений 8 листопада 2015 року в Харкові. На відміну від більшості дитячо-юнацьких шкіл, гравці яких відбираються в результаті ретельної селекції, «Фенікс» був створений за ініціативою батьків дітей, які не потрапляли до основного складу своїх команд. Завдяки розробленій методології та її підтримці компанією Пларіум Україна діти отримали можливість займатись із професійними тренерами, майстрами спорту з легкої атлетики, спортивної гімнастики та плавання. Головними тренерами стали колишні футзалісти Сергій Гриценко та Юрій Ващенко («Моноліт»), для яких робота з «Феніксом» стала тренерським дебютом. Проєкт, який не мав аналогів у країні, мав на меті виявити, чого можуть досягнути «діти з лави запасних», якщо створити належні умови для їхнього розвитку.
Перші матчі команда, яка складалась із «неперспективних» дітей, програвала з великим рахунком. Всупереч цьому, перед тренерами стояло завдання досягати результатів тільки з цими дітьми, без посилення ззовні. Окрім спортивних тренерів до роботи з молодими спортсменами долучили психолога. Керівники проєкту намагались відтворити модель професійного спортивного клубу, але побудувати його навколо дітей, яких «відсіяв» дитячий спорт. Так з'явилося гасло «Героєм може стати кожен».
Лише півтора року потому «Фенікс» здобув першу нагороду на регіональному рівні, вигравши Кубок Харкова. За два тижні до того команда стала переможцем турніру пам'яті відомого спортивного журналіста Бориса Ланевського. Наступного сезону команда виграла харківський дитячий футзальний турнір «Plarium Ліга». Сергій Гриценко та Юрій Ващенко, які до цього не мали тренерського досвіду, успішно склали іспит за програмою тренерів з футзалу категорії «С» та отримали диплом ФФУ-АФУ. Окрім місцевих турнірів у 2018 році «Фенікс» взяв участь у товариському футбольному турнірі у Нюрнберзі, Німеччина, де посів третє місце. За результатами турніру команду було запрошено на міжнародний Raiffesen Cup в Нюрнберзі. 

## Чемпіонат та Кубок України

### 2018/19
В сезоні 2018/19 «Фенікс» уперше за свою історію здобув право виступати в фінальній частині Чемпіонату України з футзалу в категорії U-13. Команда посіла перше місце в регіональному відбірковому турнірі, а в стикових зустрічах, попри поразку в першому матчі плей-оф, за сумою двох зустрічей здолала дніпровську «Олімпію-Дніпро» під керівництвом Олександра Юзика.
Вирішальні матчі за участі восьми найкращих команд країни пройшли в Херсоні в березні 2019 року. На груповому етапі харків'яни зустрілися з колективами з Тернополя, Одеси та Черкас. Завдяки голу, забитому за 4 секунди до завершення поєдинку проти «Чорного моря», «Фенікс» зміг вийти до 1/2 фіналу. Попри поразки у півфінальному матчі та у грі за третє місце, потрапляння до четвірки найкращих команд країни стало на той момент найбільшим успіхом колективу із Харкова. Вдалі виступи команди призвели до того, що шістьох гравців «Феніксу» було викликано до складу збірної Сходу U-13 на Кубку Конференцій, який пройшов в Палаці спорту «Юність» (Запоріжжя) у квітні 2019 року.

### 2019/20
На думку футзального коментатора Артема Терентьєва, який підбивав підсумки сезону 2019/20, «„Фенікс“… став одним із тих колективів, що цілком реально претендує на звання „Відкриття сезону“ в українському дитячо-юнацькому футзалі».
Протягом сезону 2019—2020 «Фенікс» здобув дві перемоги у товариських турнірах, отримавши золоті медалі Вищої ліги «Ярмарку футзалу» в Луцьку, а також на міжнародному товариському турнірі в Гамбурзі. Щодо чемпіонату України, команда дітей 2006 року народження закінчила на третьому місці відбірковий турнір, пробилася до фінальної частини Чемпіонату України (U-15), що проходила у Херсоні, але посіла в загальному заліку лише сьоме місце.
З 9 по 12 березня 2020 року «Фенікс» брав участь у розіграші Кубка України серед дітей 2006 року народження, який пройшов у смт Слобожанське Дніпропетровської області. Команда завершила груповий етап на першому місці, набравши 10 очок у 5 зустрічах. У фінальному матчі «Фенікс» зустрівся з однолітками з команди «Олімпія-Дніпро». Основний час завершився з рахунком 1:1, а у серії пенальті перемогу здобув «Фенікс» — 3:1. Харків'янина Івана Конькова було визнано найкращим гравцем турніру.

«Фенікс» — володар Кубку України 2020
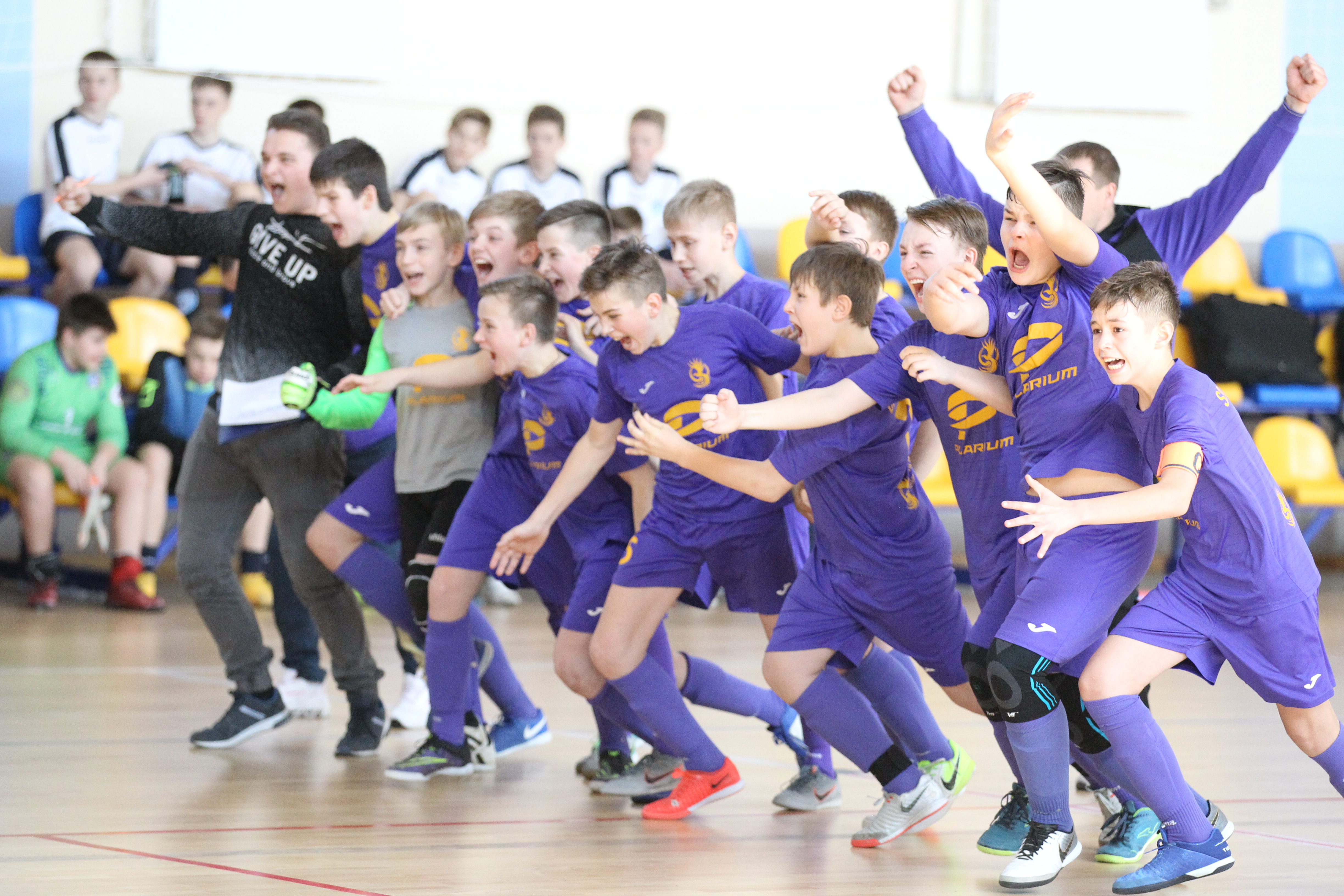
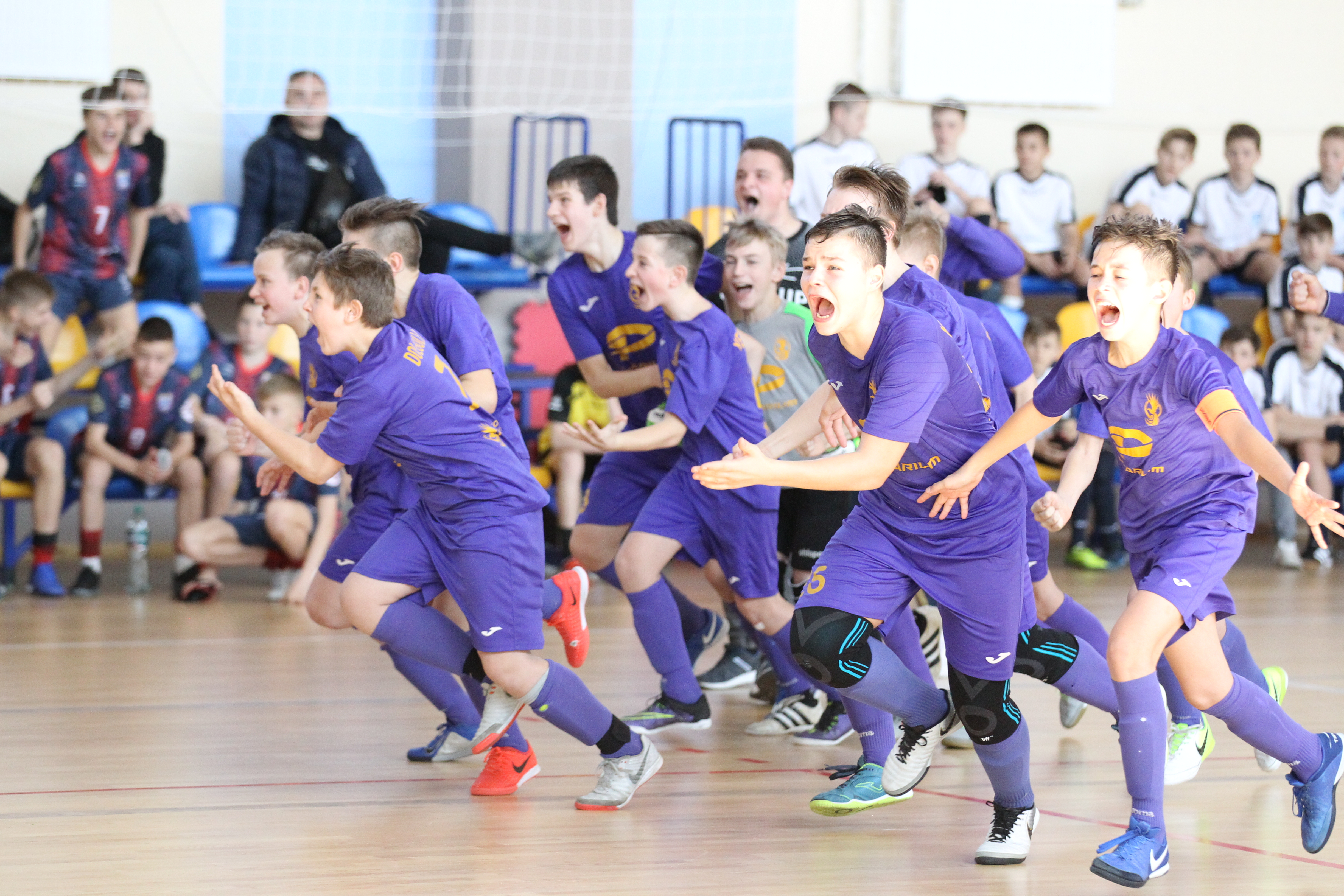
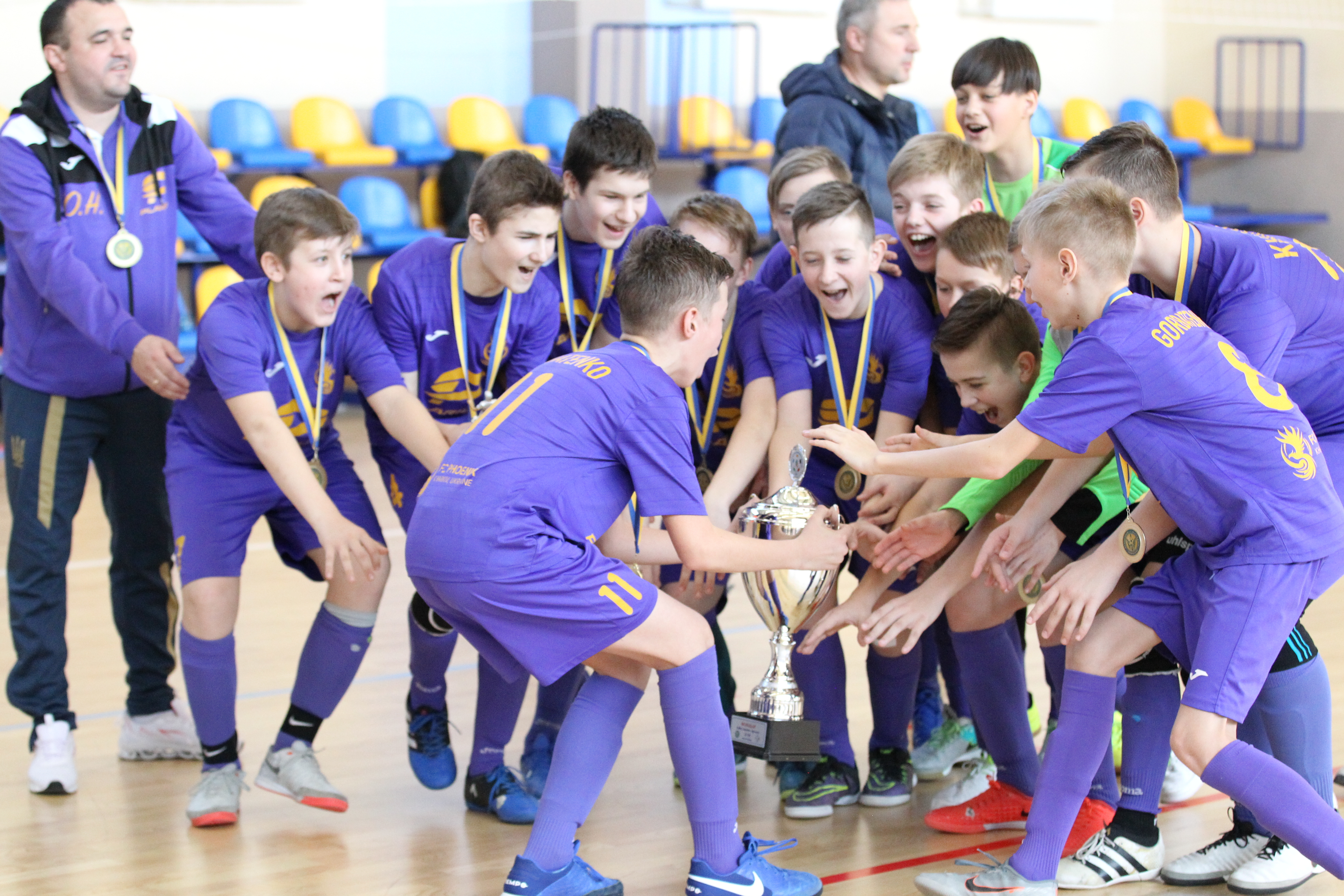
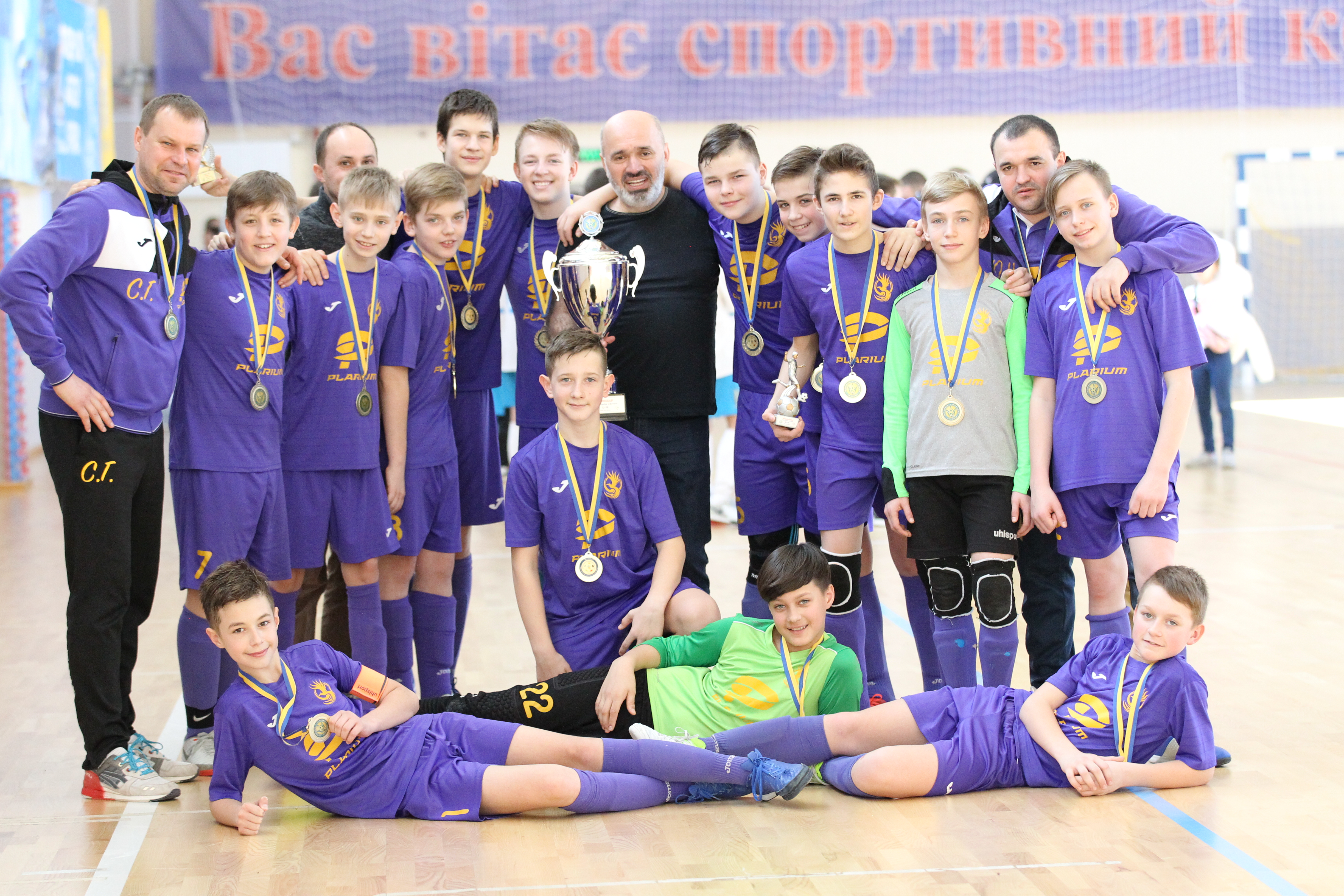
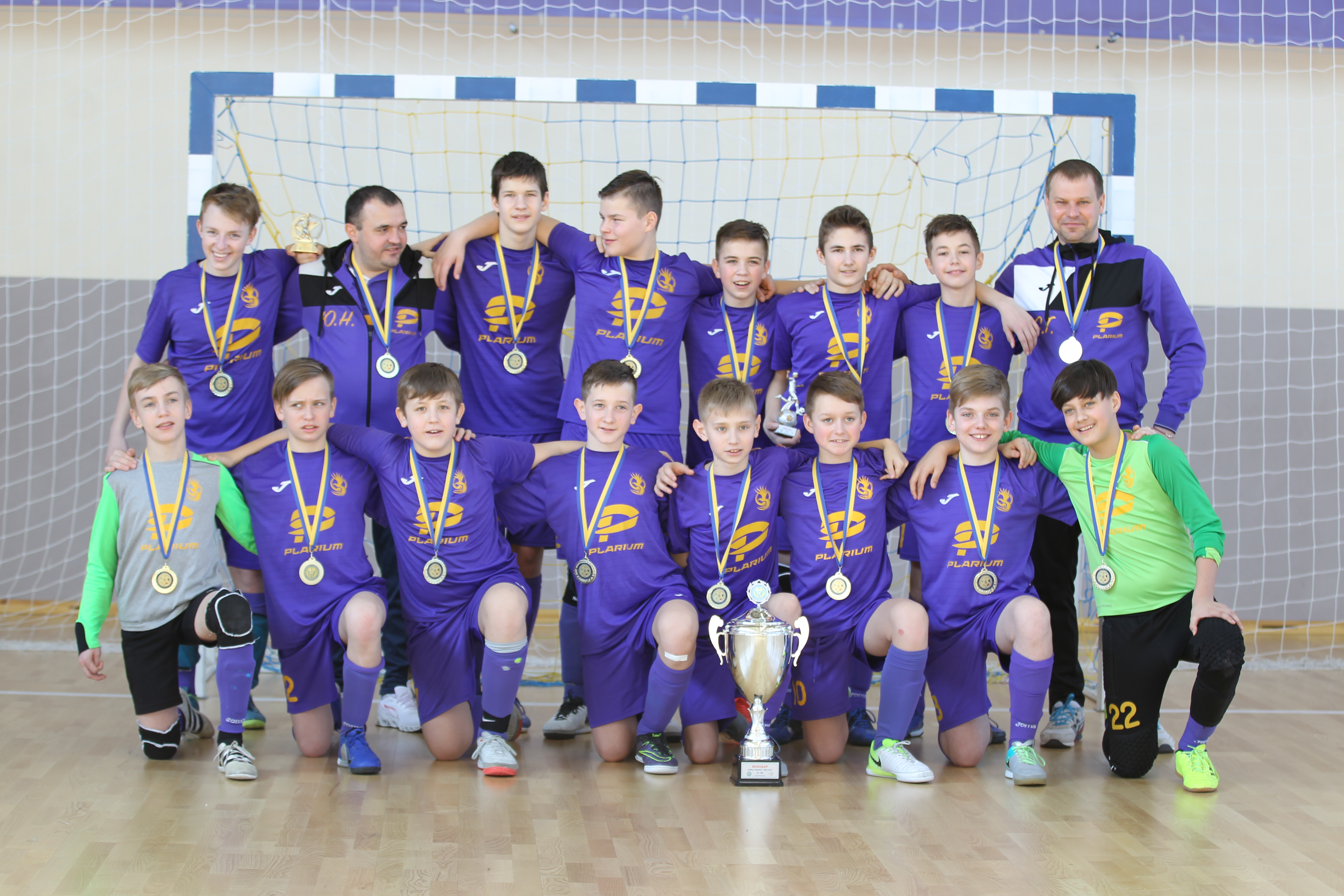

### 2020/21
Наступного сезону команда «Фенікс» ухвалила рішення про участь у Вищій лізі Чемпіонату України U-15. Перед стартом турніру спортивний оглядач Артем Терентьєв прогнозував, що команда не опуститься нижче за п'яте місце. Після трьох виїзних турів команда виправдовувала очікування експертів та перебувала на четвертій позиції у турнірній таблиці. Останній тур відбувся у Харкові, у спорткомплексі «Каразінський» та Палаці спорту «Локомотив» 23-26 лютого 2021. Харківська команда зуміла піднятися на проміжне перше місце, але поступившись в останній грі команді «ДЮСШ-Respect» з Маневичів виборола лише срібні медалі, віддавши золото чинним чемпіонам, столичній ДЮСШ № 25. За підсумками турніру вихованець «Фенікса» Артем Шевченко був визнаний найкращим гравцем атакуючого плану.
Окрім Чемпіонату України, цього сезону «Фенікс» виступив у двох інших всеукраїнських турнірах. У жовтні 2020 року команда посіла третє місце у розіграші Кубка України U-15, а Демида Євсюкова було визнано кращим захисником турніру. У березні 2021 року «Фенікс» пробився у фінал Кубка Ліги U-15, поступившись у вирішальному матчі в серії пенальті.

### 2021/22
21 жовтня 2021 року ФК «Фенікс» став володарем Кубка України з футзалу вдруге, але вже у віковій категорії U16. У грудні 2021 року команда зробила «золотий дубль», ставши Чемпіоном України серед дітей до шістнадцяти років. Серед інших досягнень сезону — перемоги на Кубку Харкова, в благодійних турнірах «Разом до перемоги» та Меморіал пам'яті М. Г. Балакірева, перше місце на «Ярмарку футзалу» в Луцьку, друге місце у Суперкубку України та друге місце в розіграші Кубка України U-17.

### 2022/23
2022 року після початку російського вторгнення в Україну «Фенікс» призупинив повноцінні тренування. Частина команди переїхала до Хмельницького, де брала участь в місцевих аматорських турнірах. Наприкінці 2022 року колектив зібрався знову, взявши участь у попередньому етапі Чемпіонату України з футзалу. Протягом наступних трьох місяців «Фенікс» виборов місце у Вищій лізі, а у квітні 2023 року у Рівному виграв бронзові медалі Чемпіонату України. Також команда взяла участь в розіграші Кубка України у травні 2023 року, що відбувся в Івано-Франківську, посівши п'яте місце.

## Громадська організація
Феномен футзальної команди, створеної з «неперспективних» дітей, привернув до себе увагу як у рідному Харкові, так і за його межами. Історії проєкту «Фенікс» був присвячений сюжет на дніпровському Дев'ятому каналі. Гравці «Фенікса», тренери та батьки були запрошені до студії каналу «UA: Харків». В українській футбольній газеті «Гол!» вийшла оглядова стаття, присвячена виступу команди на Чемпіонаті України. Згодом вийшов сюжет «Ніколи не здавайся» на загальноукраїнському телевізійному каналі СТБ.
За п'ять років від часу заснування «Фенікс» пройшов шлях від команди, яка тренується і виступає на аматорському рівні, до футзального клубу — володаря Кубка України. Окрім команди дітей, які народились у 2006 році, було створено групу юних футзалістів 2013 року народження. В березні 2020 року було зареєстровано громадську організацію «Центр соціальних молодіжних інновацій „Фенікс“».

## Досягнення
- 2022/23
  -  Чемпіонат України з футзалу (U-17)
- 2021/22
  -  Кубок України з футзалу (U-17)
  -  Чемпіонат України з футзалу (U-16)
  -  Кубок України з футзалу (U-16)
  -  Суперкубок України з футзалу (U-15)
- 2020/21
  -  Чемпіонат України з футзалу (U-15)

- 2019/20
  -  Кубок України з футзалу (U-14)

## Вихованці клубу
У листопаді 2022 року гравця «Фенікса» Данила Болдижева було вперше викликано на навчально-тренувальні збори Юнацької збірної України U-17, яку очолив Ігор Москвичов.
2023 року Данило Болдижев взяв участь у двох турнірах, захищаючи кольори Юнацької збірної України U-19 — «Umag Nations Cup-2023» (Хорватія, січень 2023) та «Futsal Week U-19» (Хорватія, червень 2023) — ставши одним з трьох наймолодших гравців 2006—2007 років народження.
У квітні 2024 року Данило Болдижев та інший вихованець «Фенікса» Данило Ходацький, які перейшли до польського клубу «Bonito Białystok» з Білостоку, були викликані на тренувальний збір української збірної U-19, що проходив в Угорщині.

## Відео-матеріали
- "Феникс": история одной команды. youtube.com. Процитовано 2020-6-1.
- "Феникс" - обладатель Кубка Украины U14 по футзалу!. youtube.com. Процитовано 2020-6-1.